# 宇都宮車站
宇都宮車站（日语：〔〕／ Utsunomiya eki */?）是位于栃木縣宇都宮市川向町，東日本旅客鐵道（JR東日本）、日本貨物鐵道（JR貨物）及宇都宮輕軌的車站。

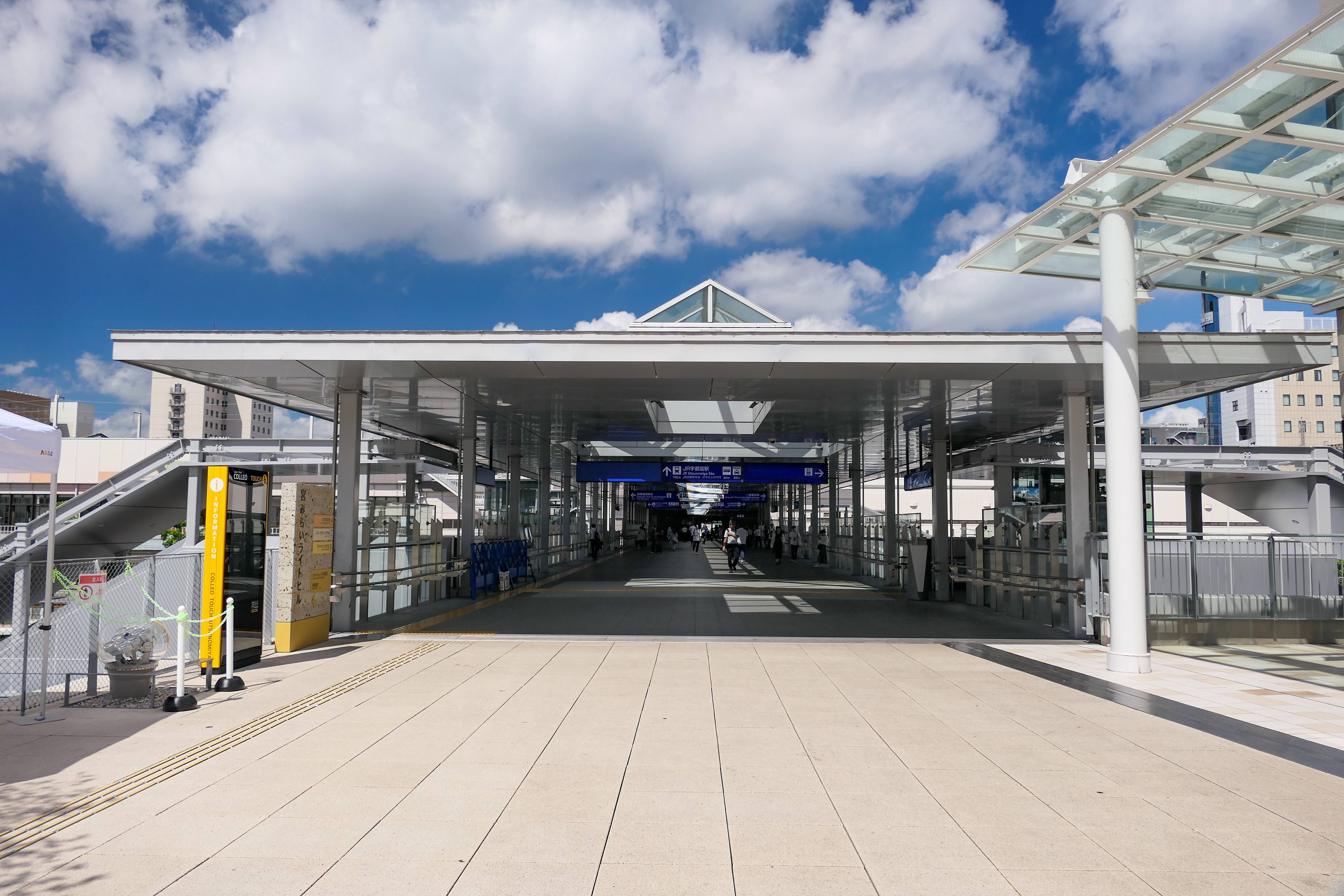
東側入口（2023年8月）

## 停站路線
東日本旅客鐵道宇都宮站的所屬路線包括東北本線、日光線、東北新幹線、山形新幹線與秋田新幹線。然而正式軌道名稱上只包括東北新幹線與東北本線，不存在山形新幹線、秋田新幹線等軌道名稱。自從2002年東北新幹線延伸至八戶以後，秋田新幹線所有列車不再停靠此站。
此站於1885年（明治18年）7月16日作為日本鐵道第二區線車站開業，1890年（明治23年）6月1日日本鐵道宇都宮站至日光的支線開業。國有化後的1909年（明治42年）10月12日，日本鐵道第二區線與往日光的支線軌道名稱分別制定為東北本線與日光線。在此以後，日本國有鐵道時代的1982年（昭和57年）6月23日東北新幹線開業的同時成為東北新幹線車站，分割民營化後由東日本旅客鐵道繼承，1990年（平成2年）3月10日起上野－黑磯間設立宇都宮線的愛稱。
現時，此站在來線的宇都宮線列車（上野站到發、上野東京線、湘南新宿線，黑磯站到發等）、日光線列車、烏山線列車、東北新幹線「山彥」「那須野」、山形新幹線「翼」到發，在來線列車所有列車都以此站為始發終到站。另外，東北、北海道新幹線「隼」「疾风」與秋田新幹線「小町」通過此站，但在仙台站與盛岡站等不出閘轉乘時，可使用1張新幹線特急券。

## 車站構造

### JR東日本
新幹線月台為高架上16輛編成對應的對向式月台2面、中間設通過線（本線）2線（2、3號月台）。
在來線月台為側式、島式月台3面5線的地面月台（15輛編組）、5號線和7號線間為貨物列車等待避線（6號月台）。島式月台的7、8號月台與9、10號月台上設售票機。

#### 月台配置
| 月台            | 路線                  | 方向 | 目的地                                                            | 備註          |
| --------------- | --------------------- | ---- | ----------------------------------------------------------------- | ------------- |
| 新幹線 高架月台 |                       |      |                                                                   |               |
| 1               | 東北、山形新幹線      | 下行 | 仙台、盛岡、山形、新方向                                          |               |
| 4               | 新幹線                | 上行 | 大宮、東京方向                                                    |               |
| 在來線 地面月台 |                       |      |                                                                   |               |
| 5               | ■日光線               | -    | 鹿沼、今市、日光方向                                              | 部分於7號月台 |
| 7－10           | ■宇都宮線（東北本線） | 下行 | 氏家、矢板、黑磯方向                                              | 部分於5號月台 |
| 7－10           | ■宇都宮線（東北本線） | 上行 | 小山、大宮、東京、新宿、橫濱方向 （包括■湘南新宿線、■上野東京線） |               |
| 7－10           | ■烏山線               | -    | 仁井田、大金、烏山方向                                            |               |

（來源：JR東日本:車站構內圖（页面存档备份，存于））

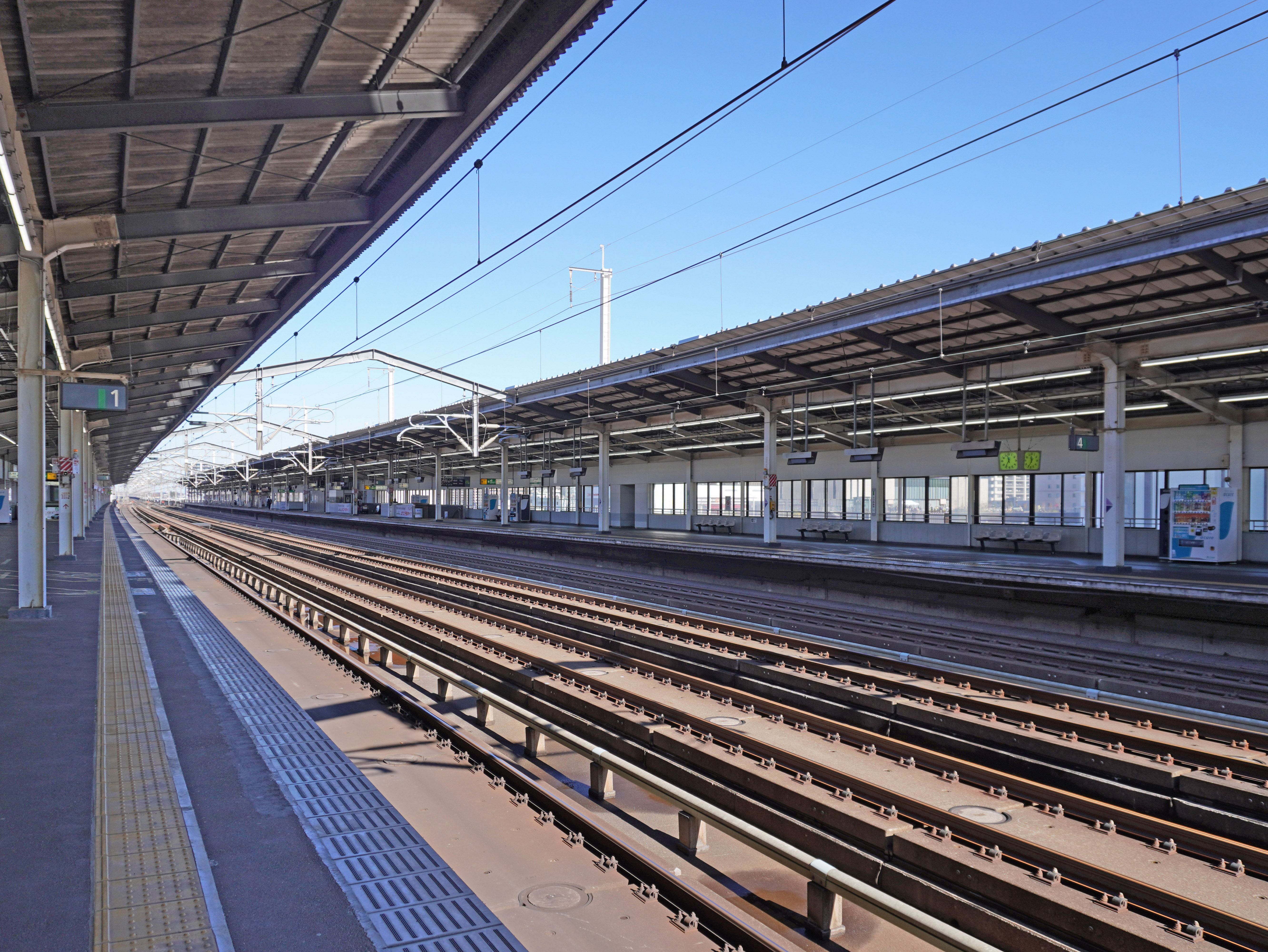
新幹線月台（2022年11月）
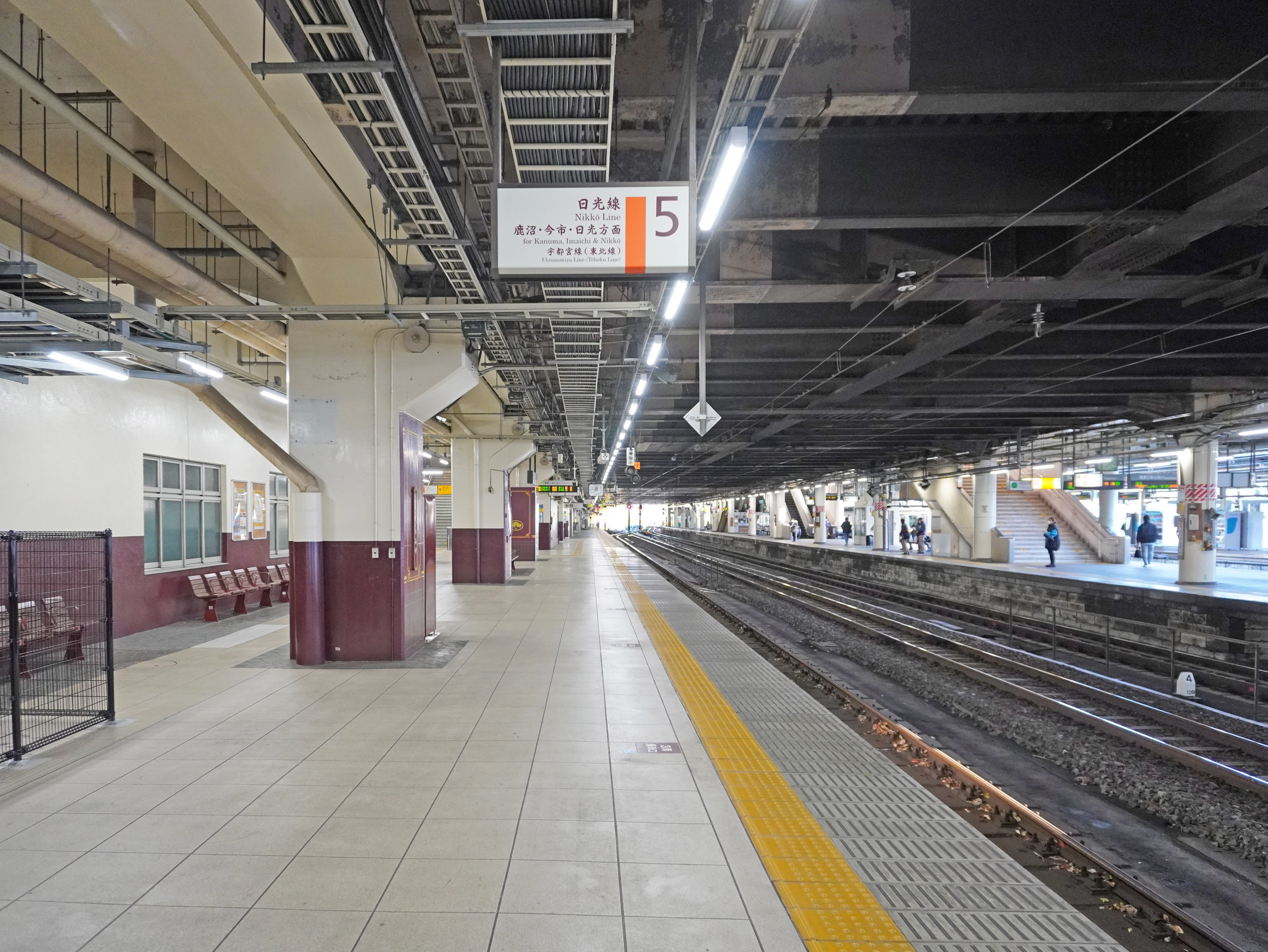
在來線5號月台（2022年11月）
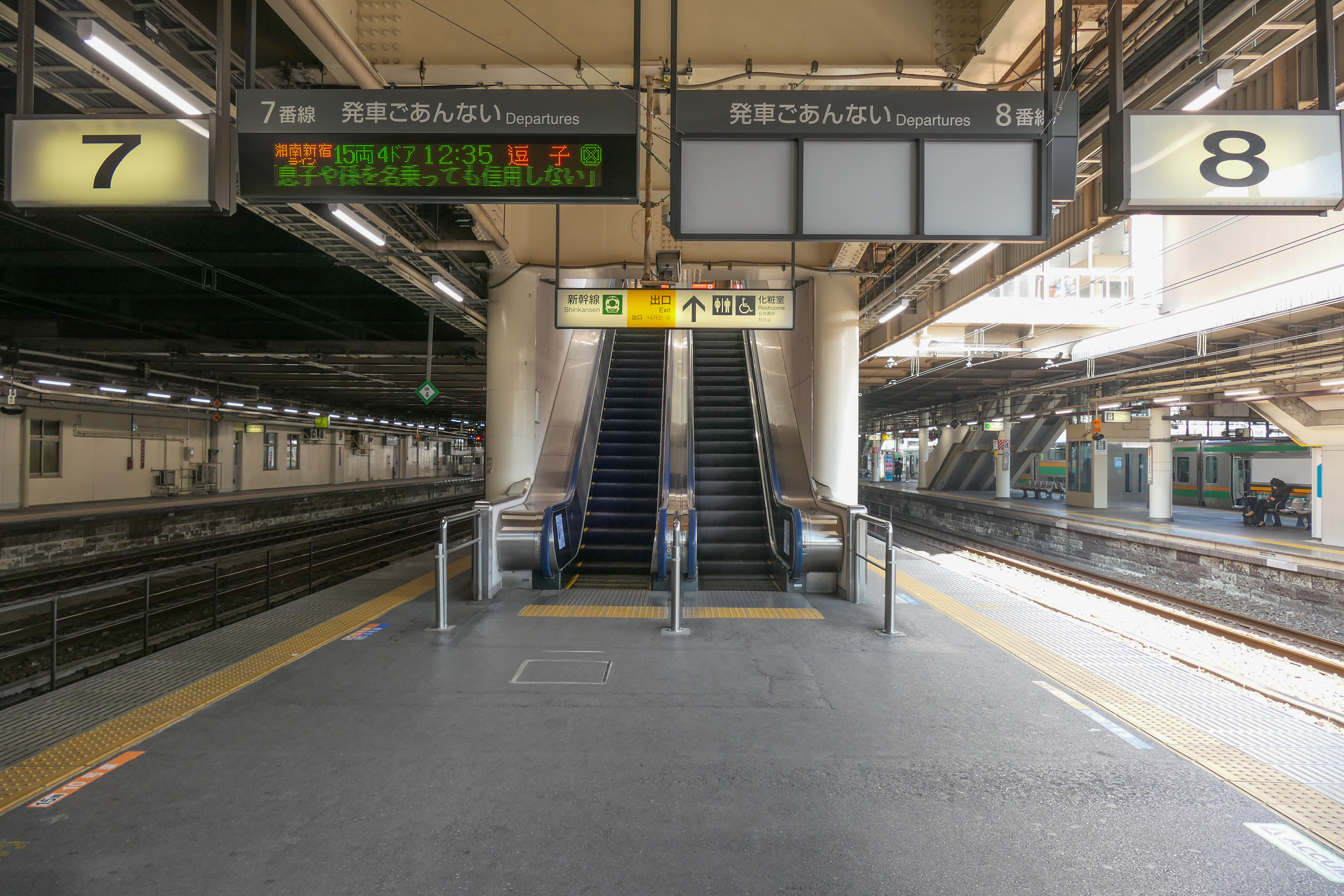
在來線7號與8號月台（2022年3月）
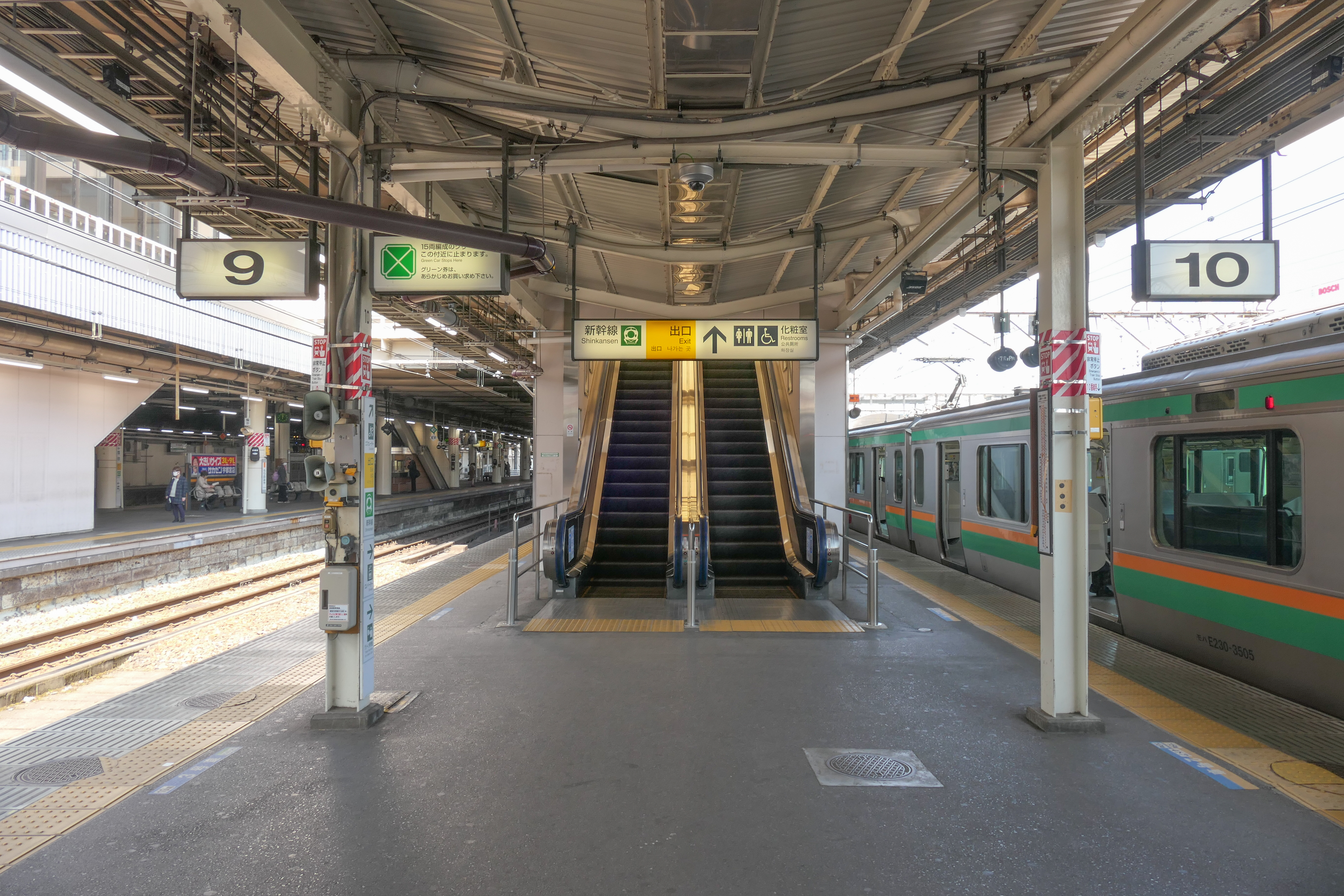
在來線9號與10號月台（2022年3月）

#### 車站設施

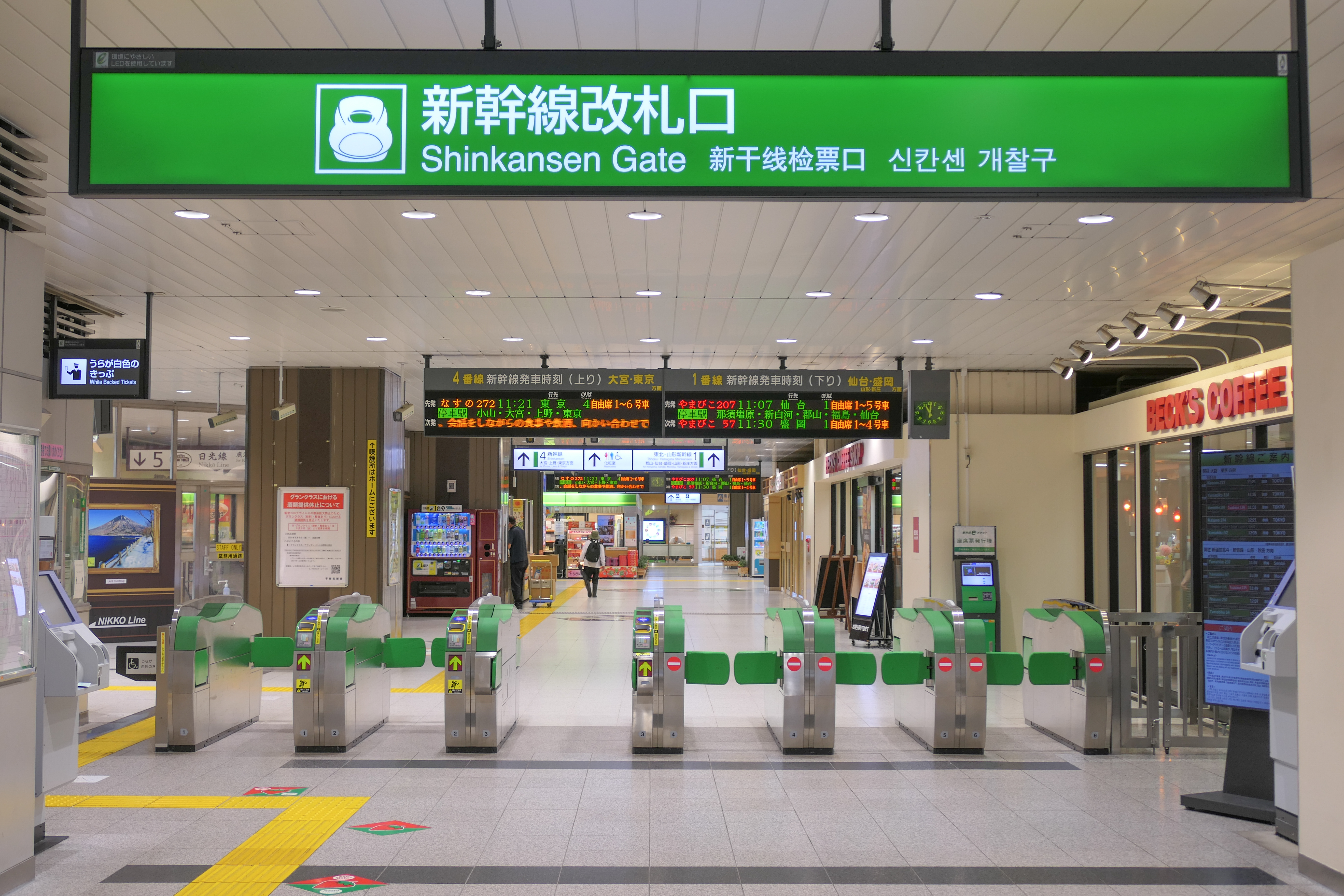
新幹線閘口（2021年9月）
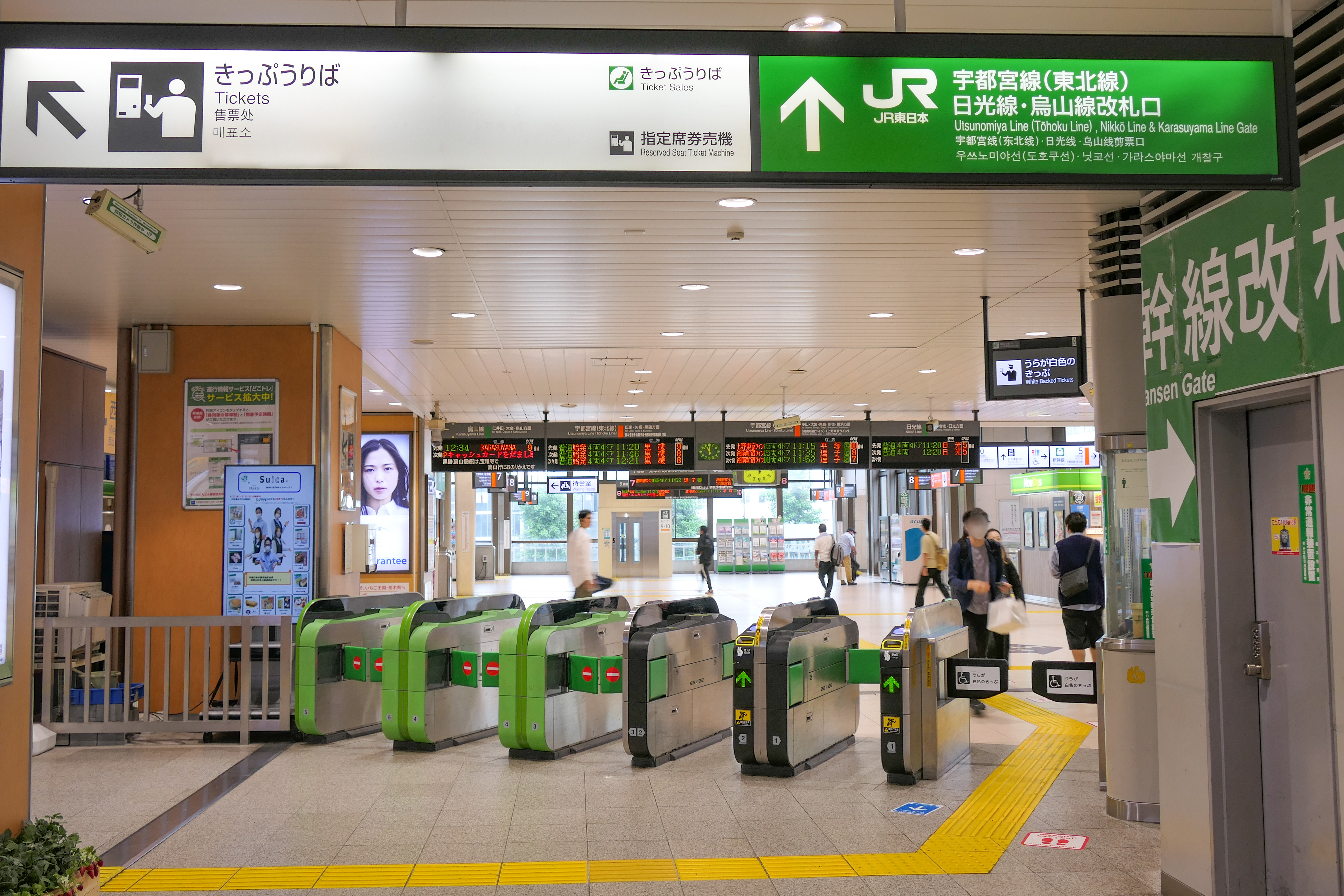
在來線閘口（2021年9月）
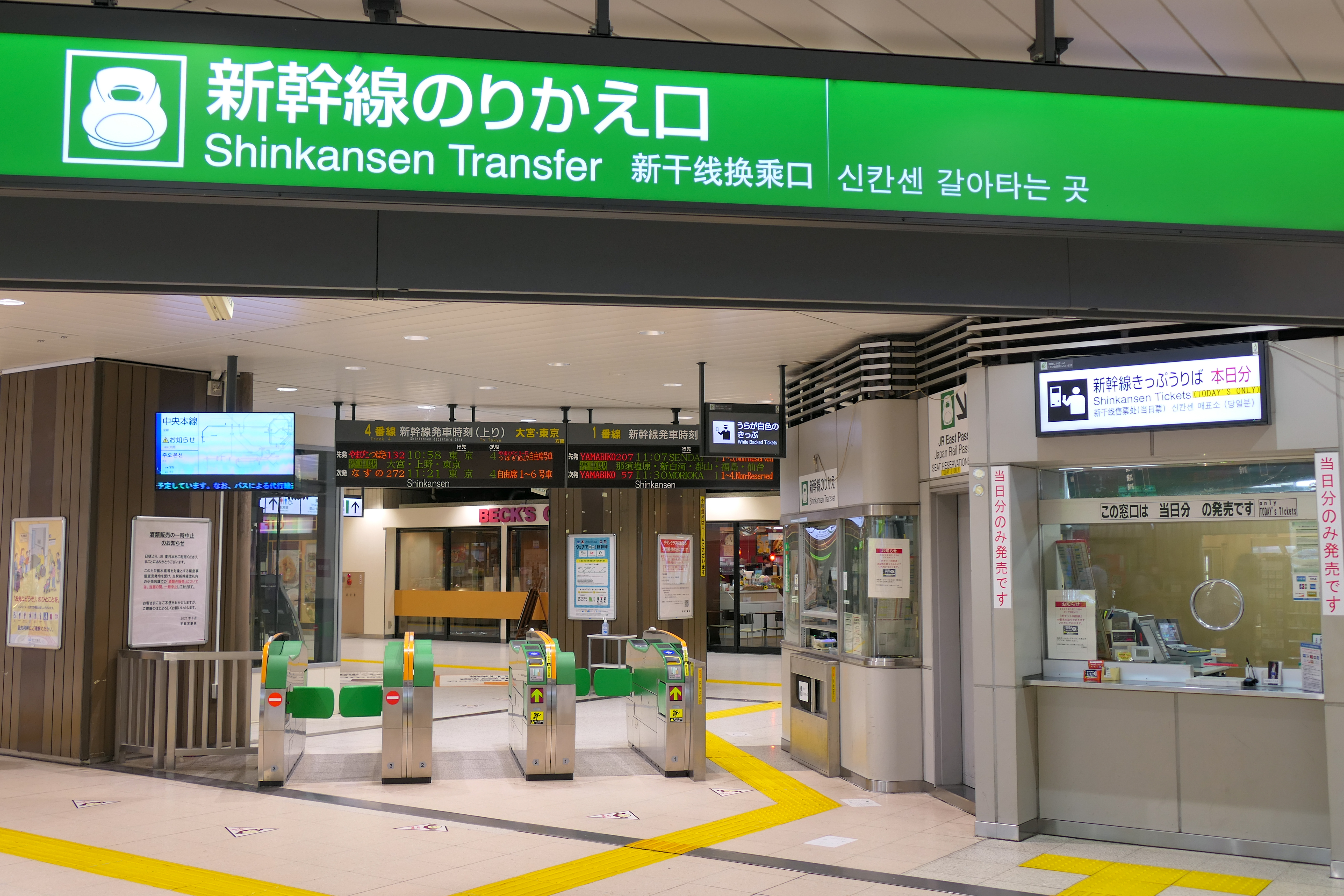
新幹線轉乘閘口（2021年9月）

#### 使用情況
- 2019年（令和元年）度1日平均上車人次為37,724人[利用客数 1]。
  - 作為JR車站是北關東3縣最多，除南關東1都3縣以外JR東日本管內車站僅次於仙台站的第2多。JR東日本全體第117位（2017年度）。另外旅客收入額在JR東日本為第13位（2009年度），東京電車特定區間以外的JR東日本車站次於仙台站、新潟站排行第3多[11]。
- 新幹線 - 2018年度（平成30年度）1日平均上車人次為13,623人[新幹線 1]。
  - 次於東京站、大宮站、仙台站、高崎站排行第5多。

近年的推移如下表。
| 1日平均上車人次推移 | 1日平均上車人次推移 | 1日平均上車人次推移 |
| 年度                | 計                  | 新幹線              |
| ------------------- | ------------------- | ------------------- |
| 2000年（平成12年）  | 36,295              |                     |
| 2001年（平成13年）  | 35,832              |                     |
| 2002年（平成14年）  | 35,136              |                     |
| 2003年（平成15年）  | 34,922              |                     |
| 2004年（平成16年）  | 34,890              |                     |
| 2005年（平成17年）  | 35,545              |                     |
| 2006年（平成18年）  | 35,773              |                     |
| 2007年（平成19年）  | 35,921              |                     |
| 2008年（平成20年）  | 35,416              |                     |
| 2009年（平成21年）  | 34,160              |                     |
| 2010年（平成22年）  | 33,985              |                     |
| 2011年（平成23年）  | 34,023              |                     |
| 2012年（平成24年）  | 35,018              | 12,245              |
| 2013年（平成25年）  | 36,176              | 12,685              |
| 2014年（平成26年）  | 35,769              | 12,658              |
| 2015年（平成27年）  | 36,421              | 13,010              |
| 2016年（平成28年）  | 36,584              | 13,153              |
| 2017年（平成29年）  | 37,586              | 13,456              |
| 2018年（平成30年）  | 38,324              | 13,623              |
| 2019年（令和元年）  | 37,724              | 13,233              |

#### 歷史
- 1885年（明治18年）7月16日 - 日本鐵道 中田仮站（現・廢止） - 本站開通的同時開業。
- 1886年（明治19年）10月1日 - 日本鐵道線至那須站（現・西那須野站）開通。
- 1890年（明治23年）6月1日 - 日本鐵道線由本站至今市站開通。
- 1902年（明治35年）4月1日 - 2代站舎（2層）改築。
- 1906年（明治39年）11月1日 - 日本鐵道國有化。
- 1909年（明治42年）10月12日 - 線路名稱制定、為東北本線車站。
- 1910年（明治43年）10月15日 - 建設中的大日本製粉宇都宮工場被日清製粉買收、宇都宮站鐵道使用契約締結。
- 1925年（大正14年）12月27日 - 站舎改築工程完工。
- 1926年（大正15年）4月9日 - 站長室擴張工程完工。
- 1945年（昭和20年）7月12日 - 宇都宮大空襲時站舎（2代）被燒。
- 1946年（昭和21年）3月10日 - 站舎重建（3代站舎）。
- 1958年（昭和33年）2月27日 - 4代站舎落成、3月1日開始使用。
- 1958年（昭和33年）3月7日 - 站舎2樓站百貨公司開業。
- 1966年（昭和41年）7月 - 宇都宮站（日清製粉宇都宮工場） - 大川站（同鶴見工場）間開始使用2200形輸送小麥原料。
- 1974年（昭和49年）11月1日 - 新幹線工程之5代站舎（仮站舎）開始使用。車站大樓「Ramia」併設。
- 1980年（昭和55年）6月10日 - 現站舎完成、為6代站舎。
- 1980年（昭和55年）8月1日 - 車站東側地區宅地化、東西自由通路開通。
- 1980年（昭和55年）9月5日 - 車站大樓「Ramia」全面營業開始。
- 1982年（昭和57年）6月23日 - 東北新幹線開業。
- 1987年（昭和62年）4月1日 - 國鐵分割民營化，本站由JR東日本、JR貨物接手經營。
- 1990年（平成2年）12月 - 車站大樓「Paseo」開業。
- 1994年（平成6年）2月 - 在來線引入自動改札機。
- 1996年（平成8年）11月30日 - 日清製粉宇都宮工場停止作業。
- 2001年（平成13年）11月18日 - Suica導入。
- 2008年（平成20年）1月29日 - 在來線Suica専用改札機使用開始。
- 2008年（平成20年）11月1日 - 東口新站前廣場開幕。

### 宇都宮輕軌

#### 月台配置

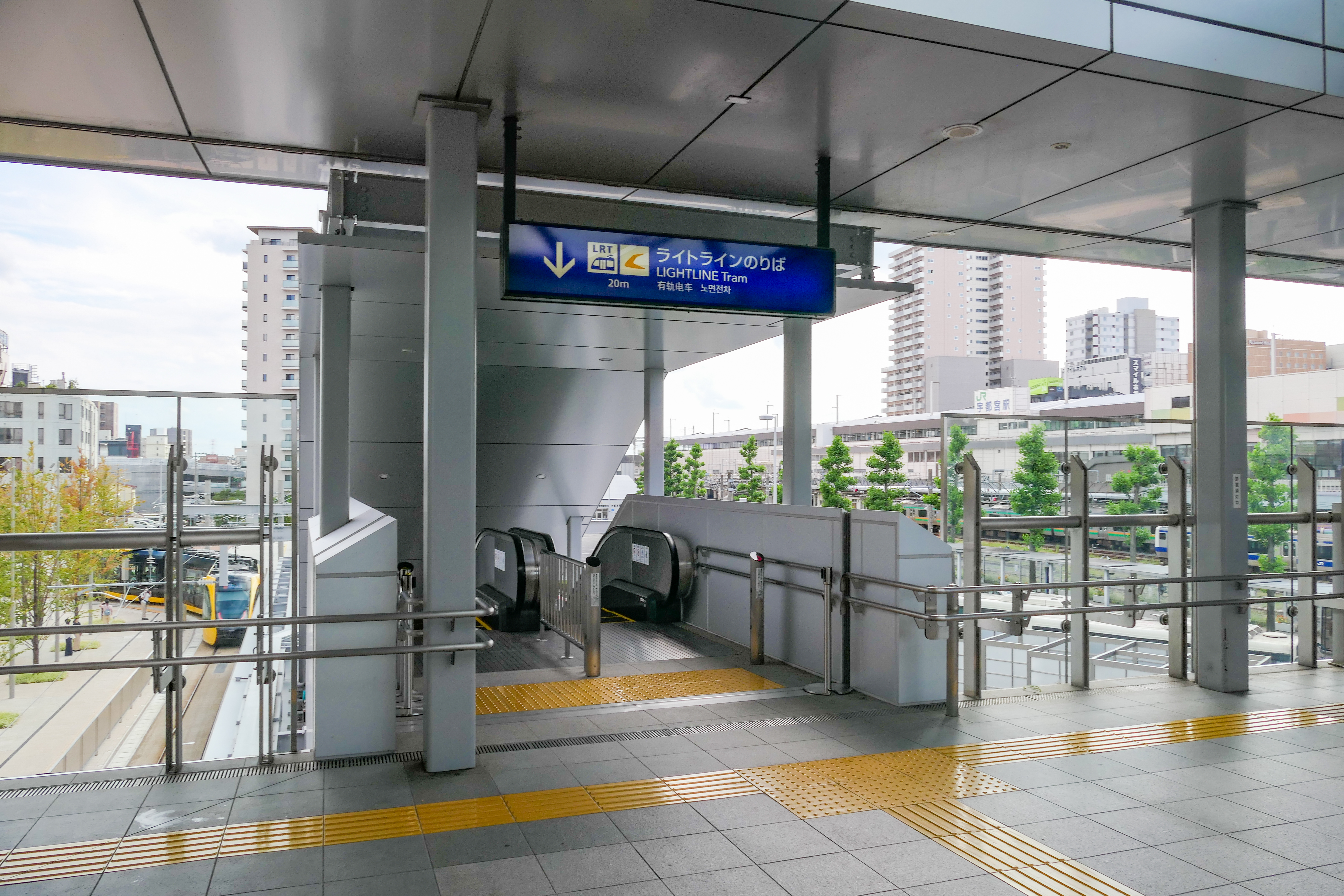
2樓出入口（2023年9月）

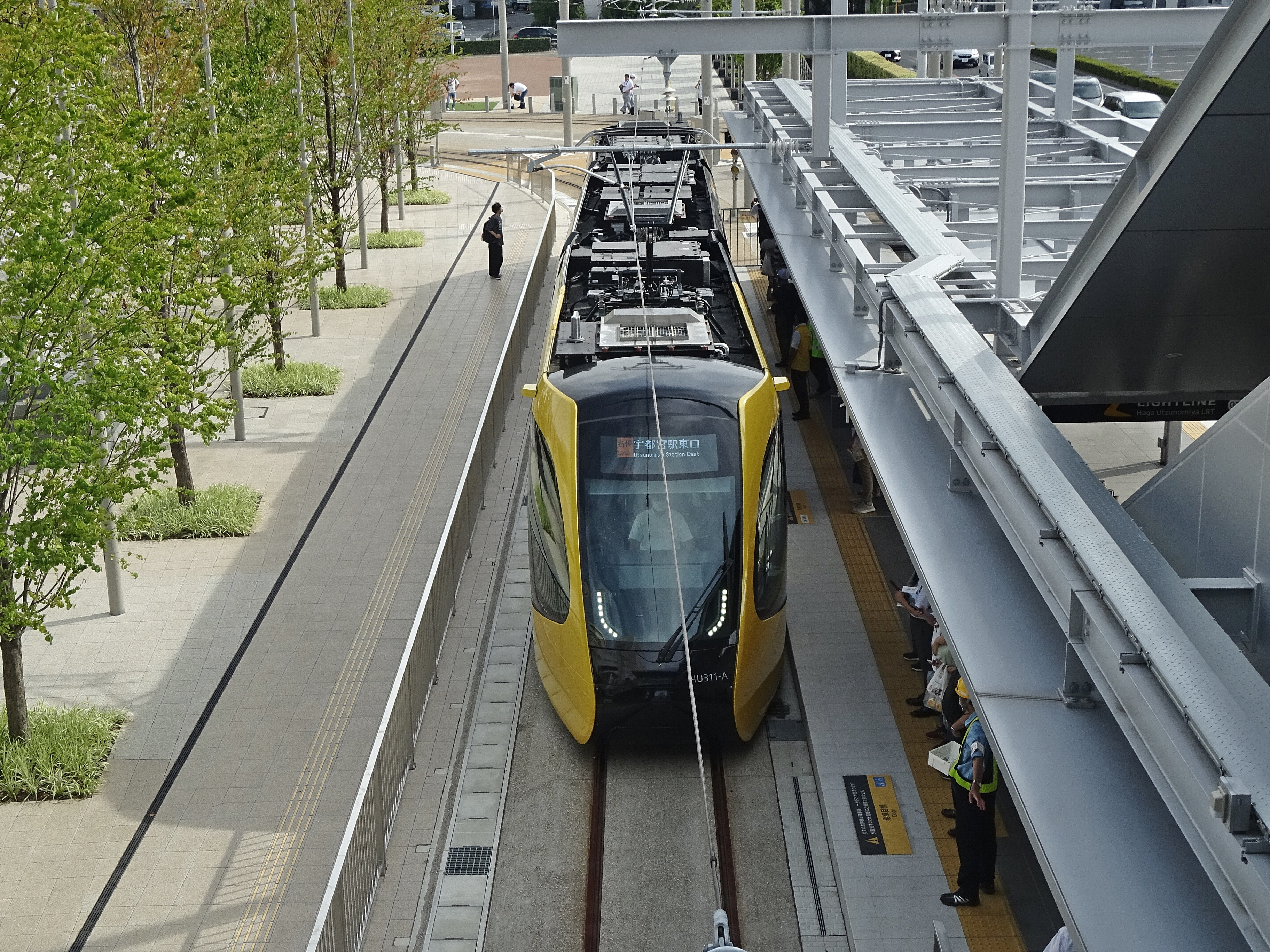
月台全景（2023年8月）

車站編號為01。採用島式月台設計，並採用標準化的簡易車站模式，設有長約30米、全上蓋式的候車月台，並裝設了供現金客利用的整理劵機及候車座椅。西端部份現時為頭端式設計，以水泥建成的防撞石壆所欄截，而月台部份則設有扶手電梯及樓梯接駁至JR車站。但隨西段通過落實後，日後將會伸延至東武宇都宮站、護國神社方向。
月台上設有站務室，亦有職員駐守，是全線內唯一的有人站。平時負責定期票發售、宇都宮市IC卡「totra」（トトラ）、以及一般的月台事務。
| 月台 | 路線              | 方向 | 目的地                                         | 備註                                                                             |
| ---- | ----------------- | ---- | ---------------------------------------------- | -------------------------------------------------------------------------------- |
| 1    | ■宇都宮芳賀輕軌線 | 下行 | 平石、Green Stadium前、芳賀·高根澤工業團地方向 | 主發月台                                                                         |
| 2    | ■宇都宮芳賀輕軌線 | 下行 | 平石、Green Stadium前、芳賀·高根澤工業團地方向 | 繁忙時間往芳賀·高根澤工業團地、每日所有前往平田、Green Stadium前的區間車發車月台 |

#### 歷史
- 2021年4月23日：公佈站名[17]。
- 2023年8月26日：正式營運[18][19]。

## 相鄰車站
東日本旅客鐵道
 東北、山形新幹線
小山－宇都宮－那須鹽原
■宇都宮線
■通勤快速、■快速「Rabbit」
雀宮－宇都宮
■普通
雀宮－宇都宮－岡本
■烏山線（此站－寶積寺站間為東北本線）
宇都宮－岡本
■日光線
宇都宮－鶴田
 宇都宮輕軌
■宇都宮芳賀輕軌線
快速（下行）
宇都宮站東口 (01) → 宇都宮大學陽東校園 (06)
普通
宇都宮站東口 (01) — 東宿鄉 (02)

### 使用情況
1. ↑  . 東日本旅客鉄道.   [2019-07-09]. （原始内容存档于2019-07-05）.
2. ↑  . 東日本旅客鉄道.   [2019-02-13]. （原始内容存档于2007-10-28）.
3. ↑  . 東日本旅客鉄道.   [2019-02-13]. （原始内容存档于2019-03-22）.
4. ↑  . 東日本旅客鉄道.   [2019-02-13]. （原始内容存档于2019-03-22）.
5. ↑  . 東日本旅客鉄道.   [2019-02-13]. （原始内容存档于2019-03-22）.
6. ↑  . 東日本旅客鉄道.   [2019-02-13]. （原始内容存档于2019-03-22）.
7. ↑  . 東日本旅客鉄道.   [2019-02-13]. （原始内容存档于2006-06-16）.
8. ↑  . 東日本旅客鉄道.   [2019-02-13]. （原始内容存档于2019-03-22）.
9. ↑  . 東日本旅客鉄道.   [2019-02-13]. （原始内容存档于2019-03-22）.
10. ↑  . 東日本旅客鉄道.   [2019-02-13]. （原始内容存档于2014-10-06）.
11. ↑  . 東日本旅客鉄道.   [2019-02-13]. （原始内容存档于2019-03-22）.
12. ↑  . 東日本旅客鉄道.   [2019-02-13]. （原始内容存档于2011-07-10）.
13. ↑  . 東日本旅客鉄道.   [2019-02-13]. （原始内容存档于2018-07-07）.
14. ↑  . 東日本旅客鉄道.   [2019-02-13]. （原始内容存档于2019-03-24）.
15. ↑  . 東日本旅客鉄道.   [2019-02-13]. （原始内容存档于2019-03-24）.
16. ↑  . 東日本旅客鉄道.   [2019-02-13]. （原始内容存档于2019-03-24）.
17. ↑  . 東日本旅客鉄道.   [2019-02-13]. （原始内容存档于2019-03-23）.
18. ↑  . 東日本旅客鉄道.   [2019-02-13]. （原始内容存档于2019-03-24）.
19. ↑  . 東日本旅客鉄道.   [2018-07-10]. （原始内容存档于2018-07-06）.
20. ↑  . 東日本旅客鉄道.   [2019-07-09]. （原始内容存档于2019-07-05）.
21. ↑  . 東日本旅客鉄道.   [2020-07-10]. （原始内容存档于2020-07-13）.

#### 新幹線
1. ↑  . 東日本旅客鉄道.   [2019-07-09]. （原始内容存档于2019-07-05）.
2. ↑  . 東日本旅客鉄道.   [2018-07-10]. （原始内容存档于2018-07-11）.
3. ↑  . 東日本旅客鉄道.   [2018-07-10]. （原始内容存档于2018-07-11）.
4. ↑  . 東日本旅客鉄道.   [2018-07-10]. （原始内容存档于2018-04-16）.
5. ↑  . 東日本旅客鉄道.   [2018-07-10]. （原始内容存档于2018-07-13）.
6. ↑  . 東日本旅客鉄道.   [2018-07-10]. （原始内容存档于2018-08-19）.
7. ↑  . 東日本旅客鉄道.   [2018-07-10]. （原始内容存档于2018-07-09）.
8. ↑  . 東日本旅客鉄道.   [2019-07-09]. （原始内容存档于2019-07-05）.
9. ↑  . 東日本旅客鉄道.   [2020-07-10]. （原始内容存档于2020-07-10）.

## 外部連結
- 車站資訊（宇都宮）：東日本旅客鐵道
- 宇都宮輕軌宇都宮站東口停留場網頁 （页面存档备份，存于）

36°33′33″N 139°53′53″E / 36.55917°N 139.89806°E